# Згежский повет
Згежский повет (пол. Powiat zgierski) — повет (район) в Польше, входит как административная единица в Лодзинское воеводство. Центр повета — город Згеж. Занимает площадь 853,71 км². Население — 165 130 человек (на 31 декабря 2015 года).

## Административное деление
- города: Гловно, Озоркув, Згеж, Александрув-Лодзинский, Стрыкув
- городские гмины: Гловно, Озоркув, Згеж
- городско-сельские гмины: Гмина Александрув-Лудзки, Гмина Стрыкув
- сельские гмины: Гмина Гловно, Гмина Озоркув, Гмина Паженчев, Гмина Згеж

## Демография
Население повета дано на 31 декабря 2015 года.
| Перепись            | Всего   | Мужчины | Женщины |
| ------------------- | ------- | ------- | ------- |
| Всего               | 165 130 | 78 605  | 86 525  |
| Городское население | 116 549 | 54 495  | 62 054  |
| Сельское население  | 48 581  | 24 110  | 24 471  |